# Eumacrohoughia
Eumacrohoughia är ett släkte av tvåvingar. Eumacrohoughia ingår i familjen parasitflugor.
Kladogram enligt Catalogue of Life:
| Eumacrohoughia | \| \| Eumacrohoughia minor \| \| \| \| \| \| Eumacrohoughia nuda \| \| \| \| |
|                | \| \| Eumacrohoughia minor \| \| \| \| \| \| Eumacrohoughia nuda \| \| \| \| |
|                | Eumacrohoughia minor                                                         |
|                |                                                                              |
|                | Eumacrohoughia nuda                                                          |
|                |                                                                              |